# St. Maria und Clemens (Schwarzrheindorf)

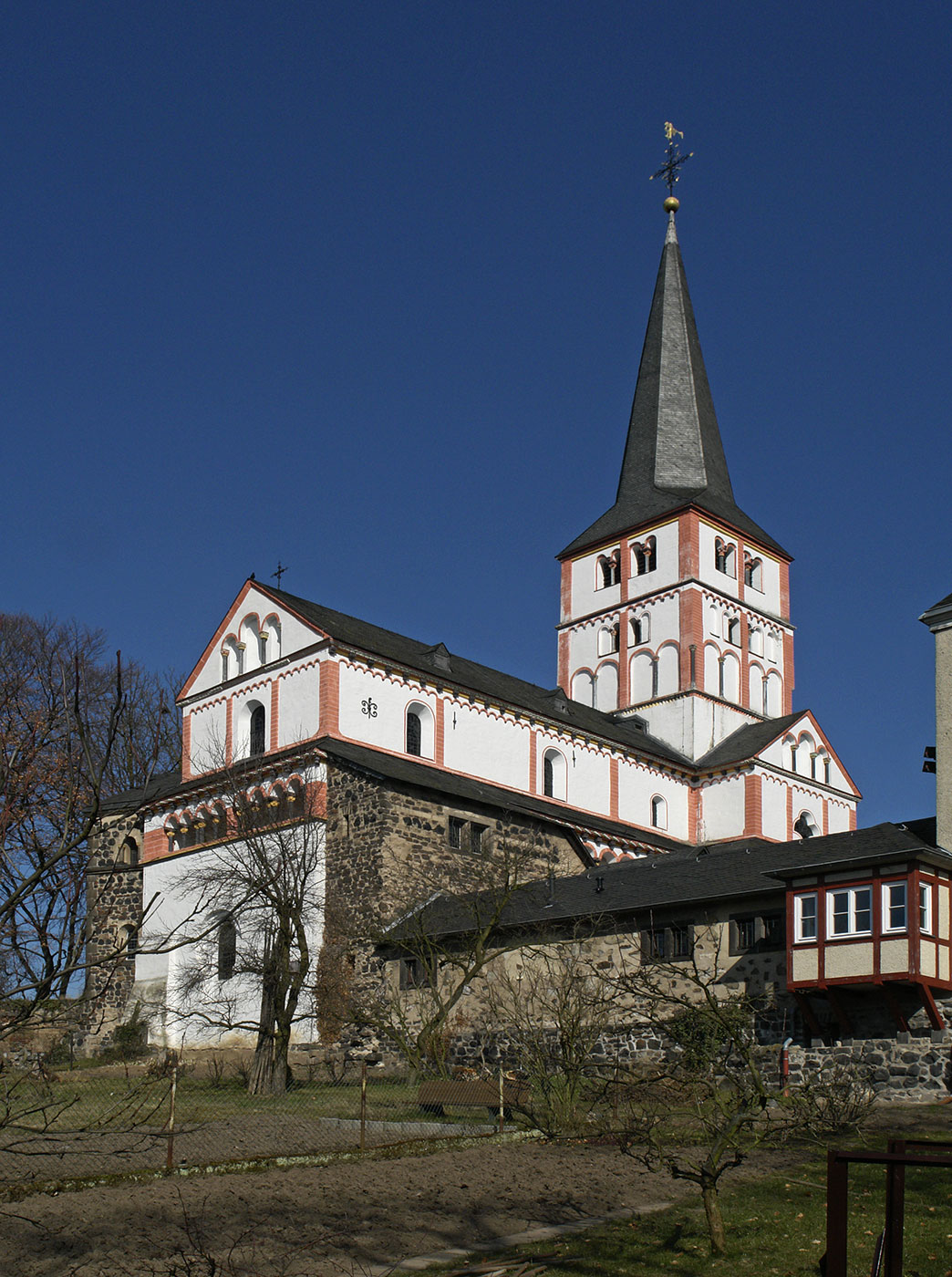
Schwarzrheindorf, St. Maria und Clemens

St. Maria und Clemens ist eine romanische Doppelkirche in Schwarzrheindorf. Sie liegt im Bonner Ortsteil Schwarzrheindorf/Vilich-Rheindorf nördlich des Beueler Zentrums im Stadtbezirk Beuel. Sie ist insbesondere wegen ihrer reichhaltigen Deckenmalereien eine der bedeutendsten romanischen Kirchen Deutschlands und steht als Baudenkmal unter Denkmalschutz. Die Oberkirche trägt das Patrozinium der Gottesmutter, die Unterkirche des Heiligen Clemens.

## Geschichte
Die Kirche wurde im Auftrag von Arnold II. von Wied (1151 bis 1156 Erzbischof und Kurfürst von Köln) und dessen Schwester Hadwig von Wied Mitte des 12. Jahrhunderts errichtet. Die Kirche befand sich zwischen den Jahren 1147–1149, in denen Arnold von Wied am Kreuzzug teilnahm, in Bau. Daher wurde diese von seiner Schwester Hadwig betreut. Die Kirche besitzt einen kreuzförmigen Grundriss und war ursprünglich ein Zentralbau. Das Gebäude entstand auf dem Hofgut des Arnold von Wied, der nach seiner Tätigkeit als Kölner Dompropst Erzbischof wurde und ab 1138 Kanzler von König Konrad III. war.

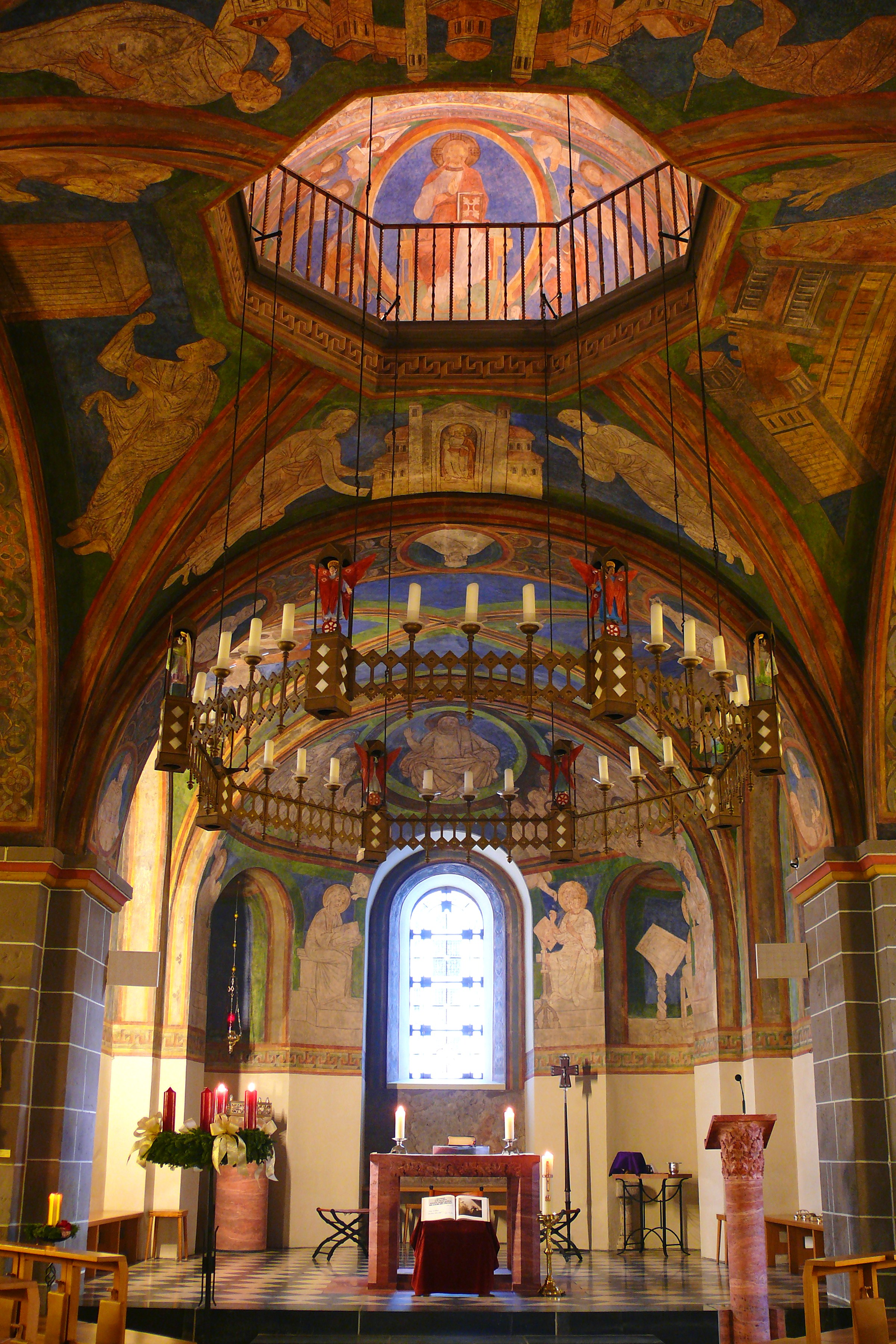
Blick in den Chor

Die Weihe der Kirche fand am 24. April 1151 statt. Nach einem in der Apsis des unteren Kirchenraumes befindlichen Hinweis wurde sie am 25. April 1151 in Anwesenheit des Staufer-Königs Konrad III. zu Ehren des heiligen Klemens, Märtyrer und Papst, geweiht. Nachdem Arnold seiner Schwester Hadwig bereits kurz vor seinem Tod am 14. Mai 1156 die Kirche anvertraut hatte, gründete sie dort ein Kloster der Benediktinerinnen. Im Untergeschoss der Doppelkapelle ebenjenes Klosters wurde Arnold schließlich beigesetzt.
Hadwig stand als Äbtissin den Klöstern von Essen und Gerresheim vor. Der Umbau der Kirche zu einem Benediktinerinnenkloster wurde zwischen den Jahren 1168 und 1172 fertiggestellt. Aus dem Obergeschoss wurde nun die Klausurkirche der Nonnen. Später wurde das Kloster in ein adeliges Damenstift umgewandelt. Das Dorf und das Stift Schwarzrheindorf waren eine Unterherrschaft im kurkölnischen Amt Bonn. Die Äbtissin des Stifts hatte die Niedere Gerichtsbarkeit inne.
Nach der Inbesitznahme verschiedener rechtsrheinischer Teile Kurkölns durch den Fürsten von Nassau-Usingen (1803) wurden das Stift und die Herrlichkeit Schwarzrheindorf 1804 aufgelöst.
Die Kirche verlor weitgehend ihre Ausstattung. Um den Erhalt der Kirche selbst machte sich Helfrich Bernhard Hundeshagen verdient. Die romanischen Deckenmalereien gerieten unter der im 17. und 18. Jahrhundert aufgebrachten Tünche in Vergessenheit. Mitte des 19. Jahrhunderts wurden sie wiederentdeckt und freigelegt, ab 1863 restauriert. Der Kirchenhistoriker und Kunsthistoriker Wilhelm Neuß wies nach, dass die theologische Grundlage der Ausmalung der Kirche der Kommentar des mittelalterlichen Exegeten Rupert von Deutz zum Buch des Propheten Ezechiel ist.
Seit 1868 wird die Kirche wieder als Pfarrkirche genutzt.
Zum Ende des 20. Jahrhunderts wurde im Rahmen von Arbeiten an der Fußbodenheizung das ursprüngliche Grab des Arnold von Wied eröffnet. Seine Gebeine wurden 1996, im Beisein des Weihbischofs Adam Dick, umgebettet in eine Stahlkassette. Arnolds sterbliche Überreste wurden dann in dem ursprünglichen Sarkophag erneut bestattet. Dieser antike Sarkophag wurde 1997 mit einer neuen Grabplatte, gestiftet vom Erzbistum Köln, gestaltet vom Bildhauer Karl Matthäus Winter aus Limburg, verschlossen und ebenerdig in den Fußboden eingelassen.

## Architektur

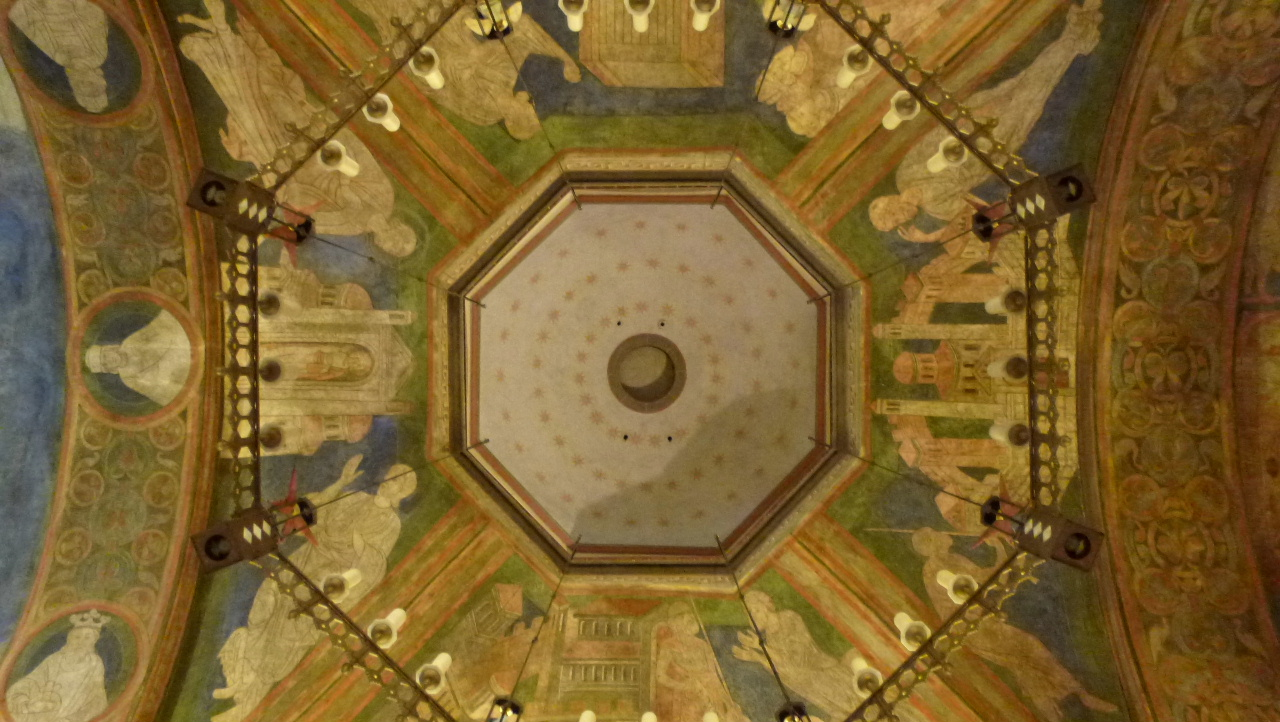
Blick von der Unterkirche durch die achteckige Öffnung auf die Decke der Oberkirche

Das Kirchengebäude wird von einem mächtigen Vierungsturm dominiert. Es besteht aus einem unteren Kirchenraum, der sogenannten Unterkirche, und einem darüberliegenden Kirchenraum, der sogenannten Oberkirche. Eine achteckige Öffnung verbindet beide Kirchenräume, so dass vom Untergeschoss aus Blickbezug auf die Malereien der Oberkirchenapsis besteht, die der mittelalterlichen Vorstellung des himmlischen Jerusalems entspringen. Pate für den Kirchenbau stand offenbar die Pfalzkapelle in Aachen. Das Modell der „Doppelkirche“ wiederum war in vielen Burgkapellen bewährt. Die in der älteren Literatur mehrfach geäußerte These, die Unterkirche sei Volkskirche, die Oberkirche Raum der Grafenfamilie gewesen, lässt sich nach neueren Forschungen nicht mehr halten. Eine genaue Kenntnis der Raumnutzung fehlt.
Der Grundriss der Kirche war zunächst als geosteter Zentralbau konzipiert und hatte die Grundform eines griechischen Kreuzes mit leicht verlängerter Ostapsis. An drei anderen Enden befanden sich Konchen. Der nach Osten weisende Kreuzarm ist zur Apsis vergrößert und mit einem Vorjoch zum Kirchenraum hin architektonisch abgegrenzt. Die Oberkirche folgt der Kreuzform des Kirchenbaus (ohne Konchen) aber mit Ostapsis. Um das Obergeschoss ist eine Zwerggalerie mit reich geschmückten Kapitellen geführt, die als begehbarer Laufgang mit Tonnengewölbe nutzbar ist.
Für die Umwandlung in ein Benediktinerinnenkloster wurden bauliche Veränderungen vorgenommen. Man erweiterte den westlichen Kreuzarm um zwei Joche. Dadurch entstand im Obergeschoss ein langer geschlossener Emporenraum, in dem ein Nonnenchor eingerichtet werden konnte. So wurde ein Raum geschaffen, in dem die Nonnen getrennt von den anderen Besuchern am Gottesdienst teilnehmen konnten. Dort stand vermutlich das nicht mehr erhaltene Chorgestühl für die klösterlichen Stundengebete. Heute präsentiert sich die Kirche als Längsbau über lateinischem Kreuz.
Heute noch vorhandene seitliche Abbruchreste, im Norden gelegen, weisen auf frühere Bauten (wahrscheinlich die Burg des von Wied) hin, von denen aus ein direkter Zugang in das Obergeschoss existierte. Die heutigen, an der Stelle der 1820 durch Bernhard Hundeshagen dokumentierten Reste der Burganlage errichteten Bauteile (Bogen und Sakristeianbau), wurden 1903 bis 1905 errichtet. Von Norden war auch der ursprüngliche Zugang des Zentralbaus konzipiert. Dort befindet sich ein geschmücktes Portal.
Beide Kirchenräume besitzen eine sehr gut erhaltene Ausmalung. Die in der Unterkirche stammt aus der Mitte des 12. Jahrhunderts, die der Oberkirche datiert von 1173. Die Unterkirche ist berühmt wegen ihrer aus der Erbauungszeit original erhalten gebliebenen Wandfresken des sogenannten Ezechiel-Zyklus, der wahrscheinlich 1151 bereits vollendet war und erst 1846 wiederentdeckt, restauriert und ergänzt worden ist. Nur die Vorzeichnung ist als echtes Fresko mit dem Putz verbunden. Die 20 Bilder in den Kreuzgratgewölben schildern nach ausgewählten Texten des Propheten Ezechiel (Kommentar des Rupert von Deutz) die Zerstörung Jerusalems, die Vernichtung und Verbannung des Volkes Israel und im Vierungsgewölbe den Aufbau des Neuen Jerusalem.
Die Themen der Wandmalereien beziehen sich auf die Theologie des Rupert von Deutz und Otto von Freising. In den Deckenmalereien der Oberkirche (nach 1166), sind der Stifter Arnold von Wied und seine Schwester Hedwig, Äbtissin des späteren Klosters am gleichen Ort, zu Füßen einer Darstellung des thronenden Christus (Majestas Domini) abgebildet.

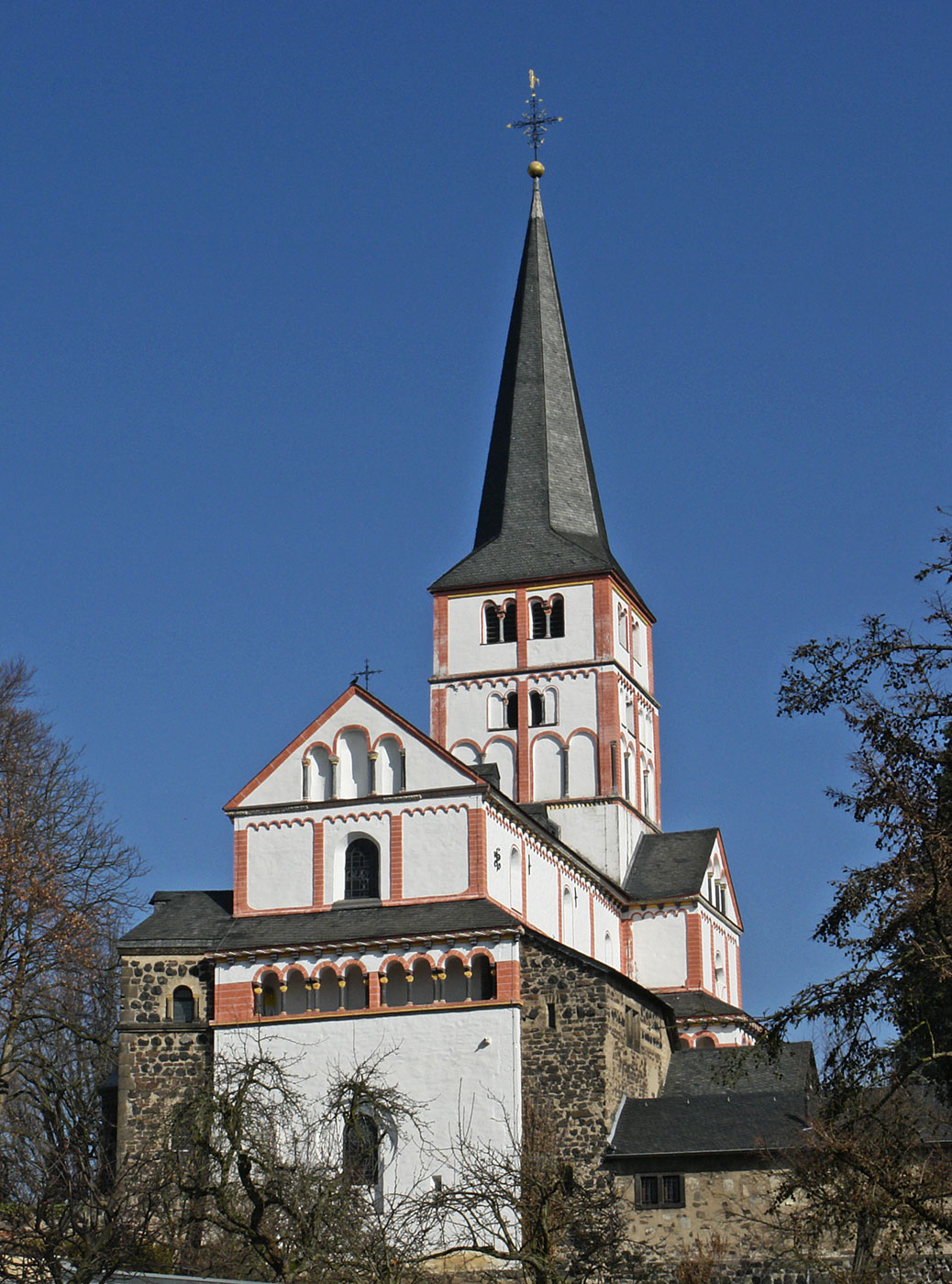
Westansicht
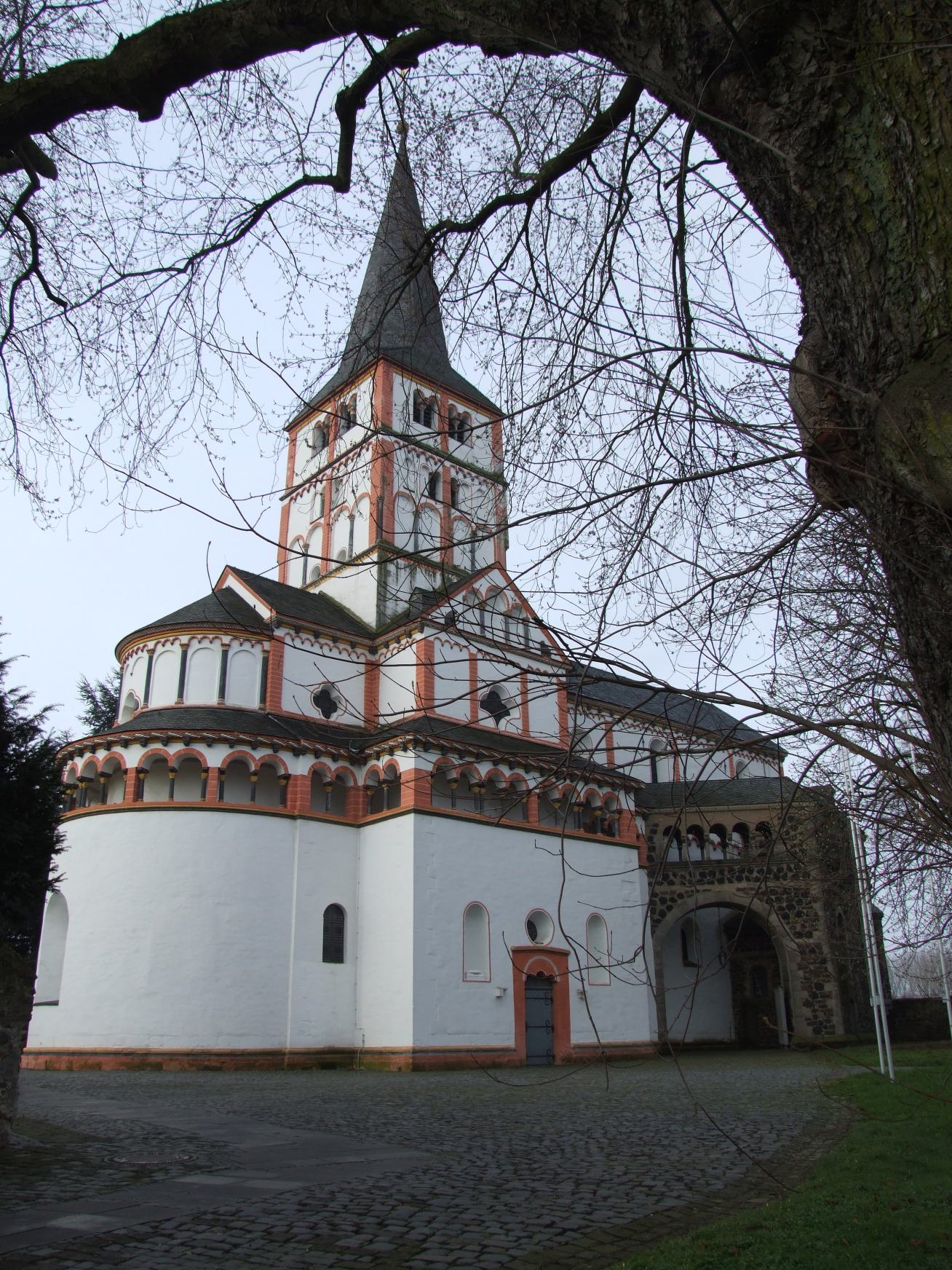
Nordostansicht
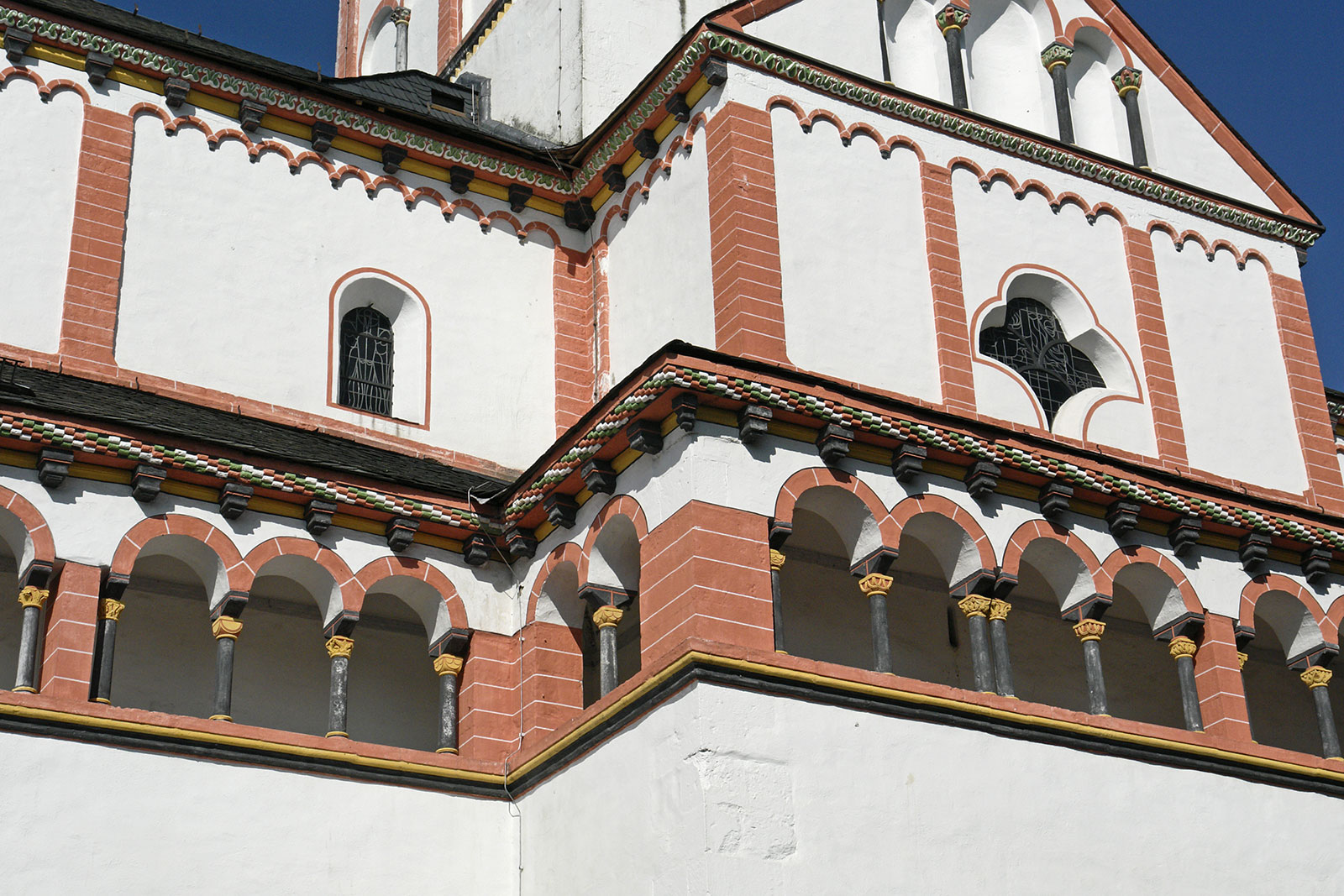
Fassadenausschnitt (Südseite)
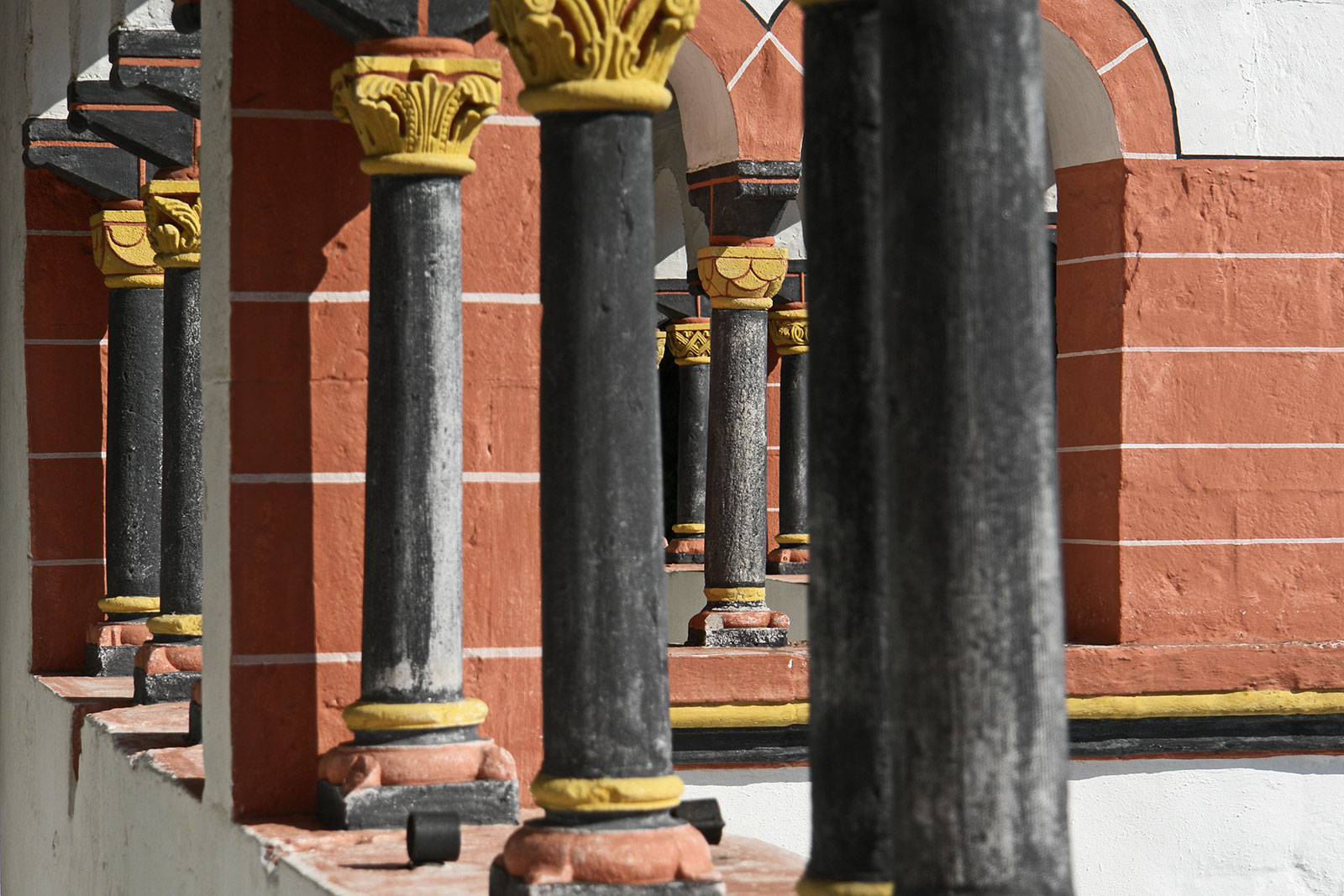
Zwerggalerie
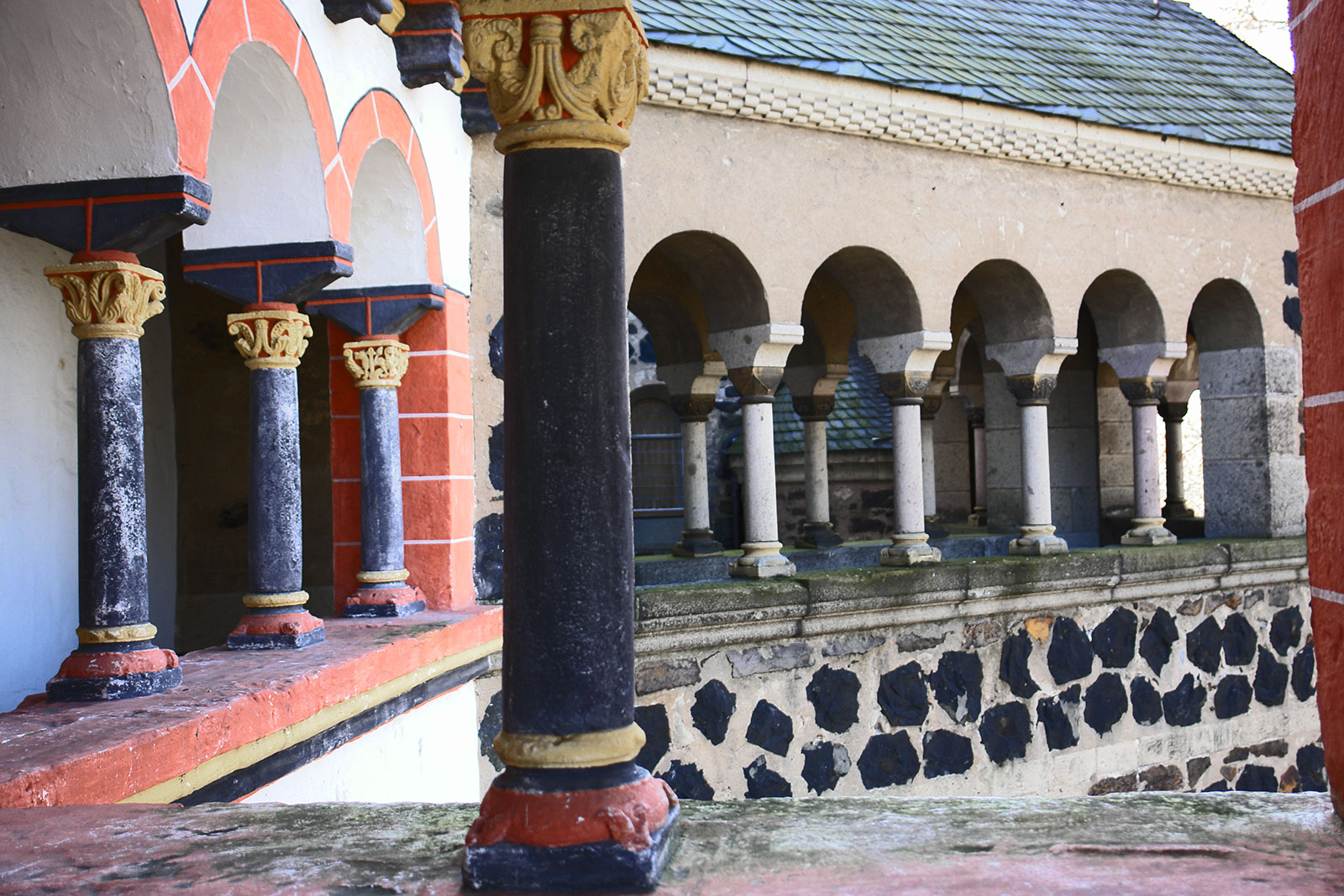
Zwerggalerie mit Anbau (Zugang von der Burg?)
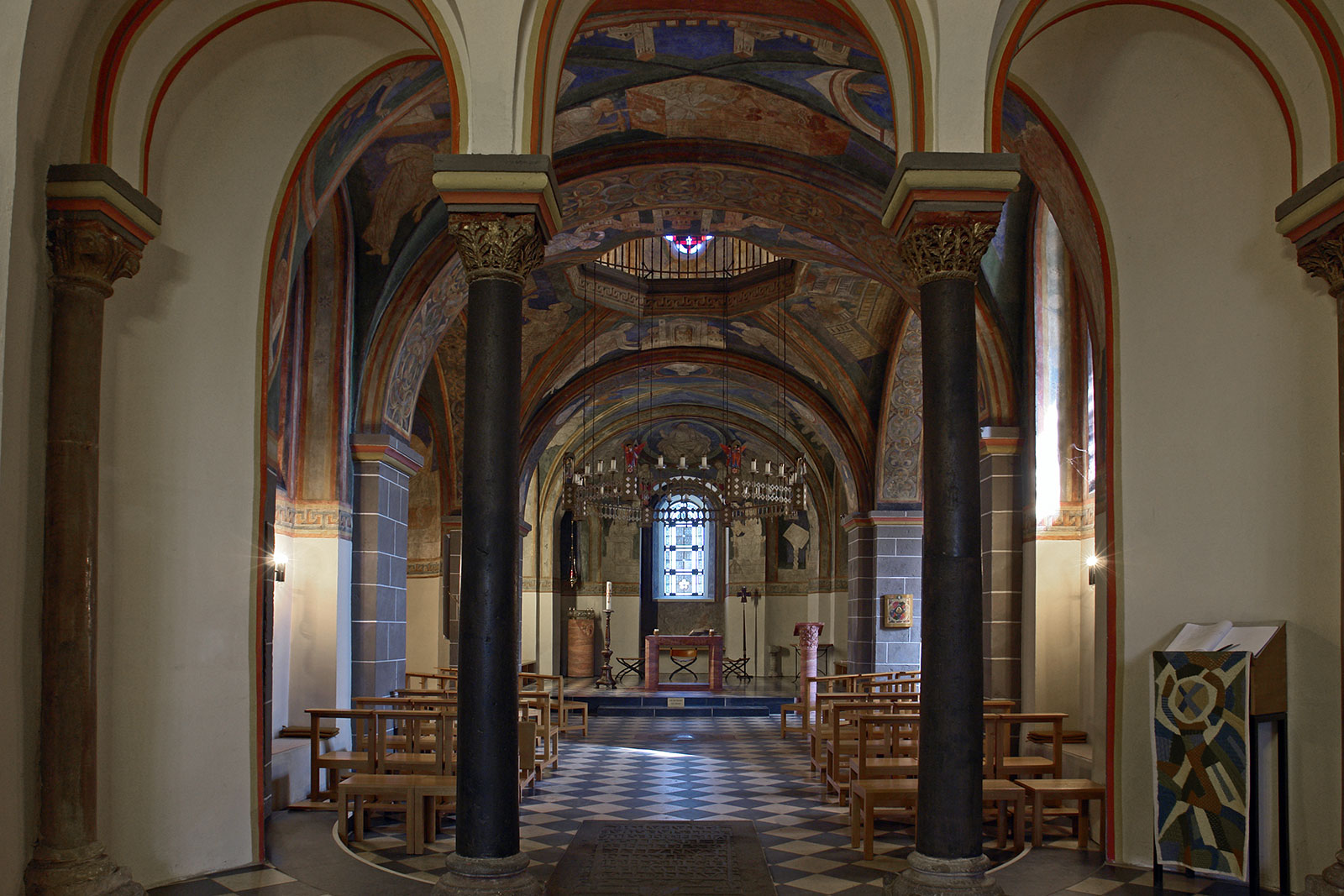
Unterkirche innen
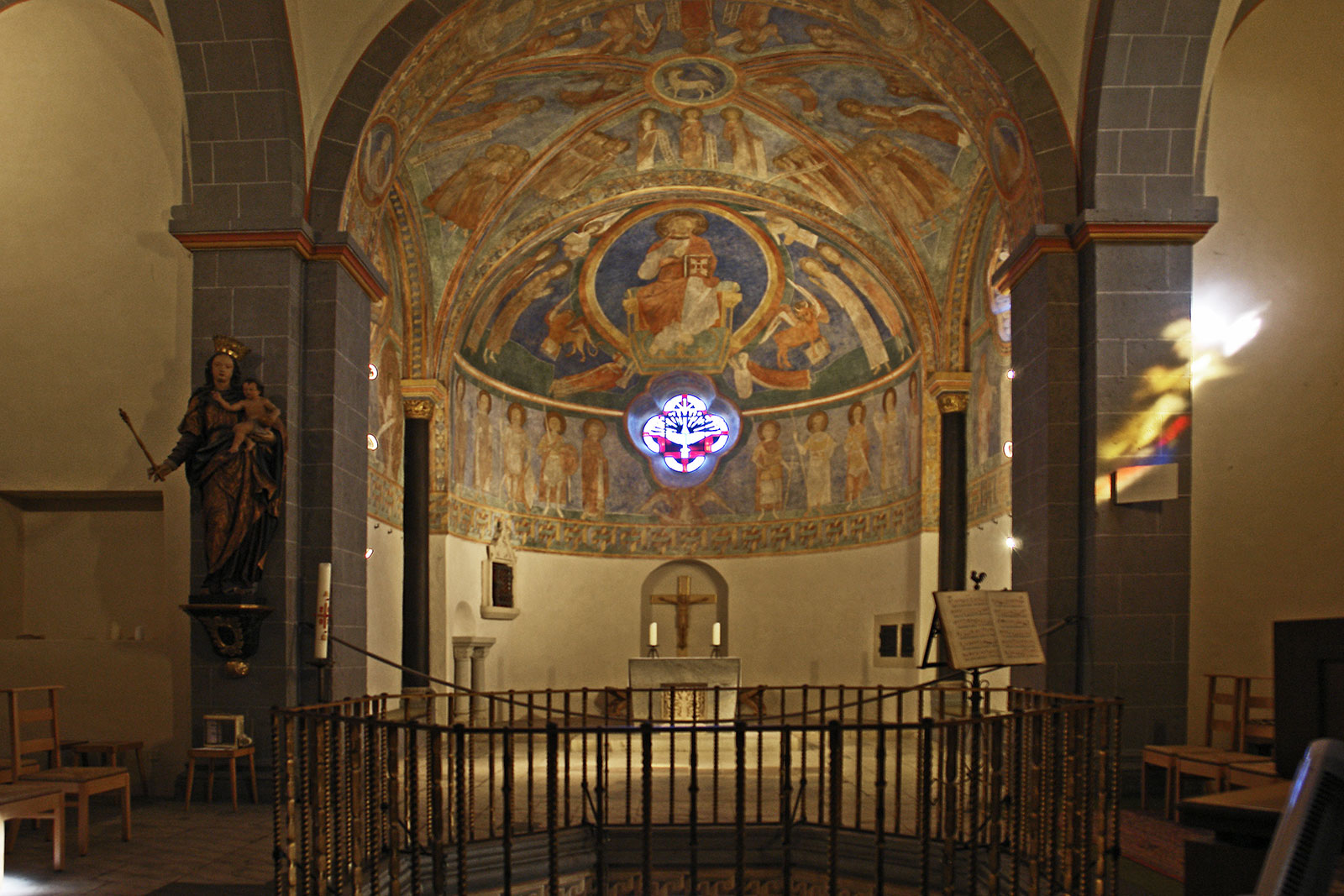
Oberkirche innen
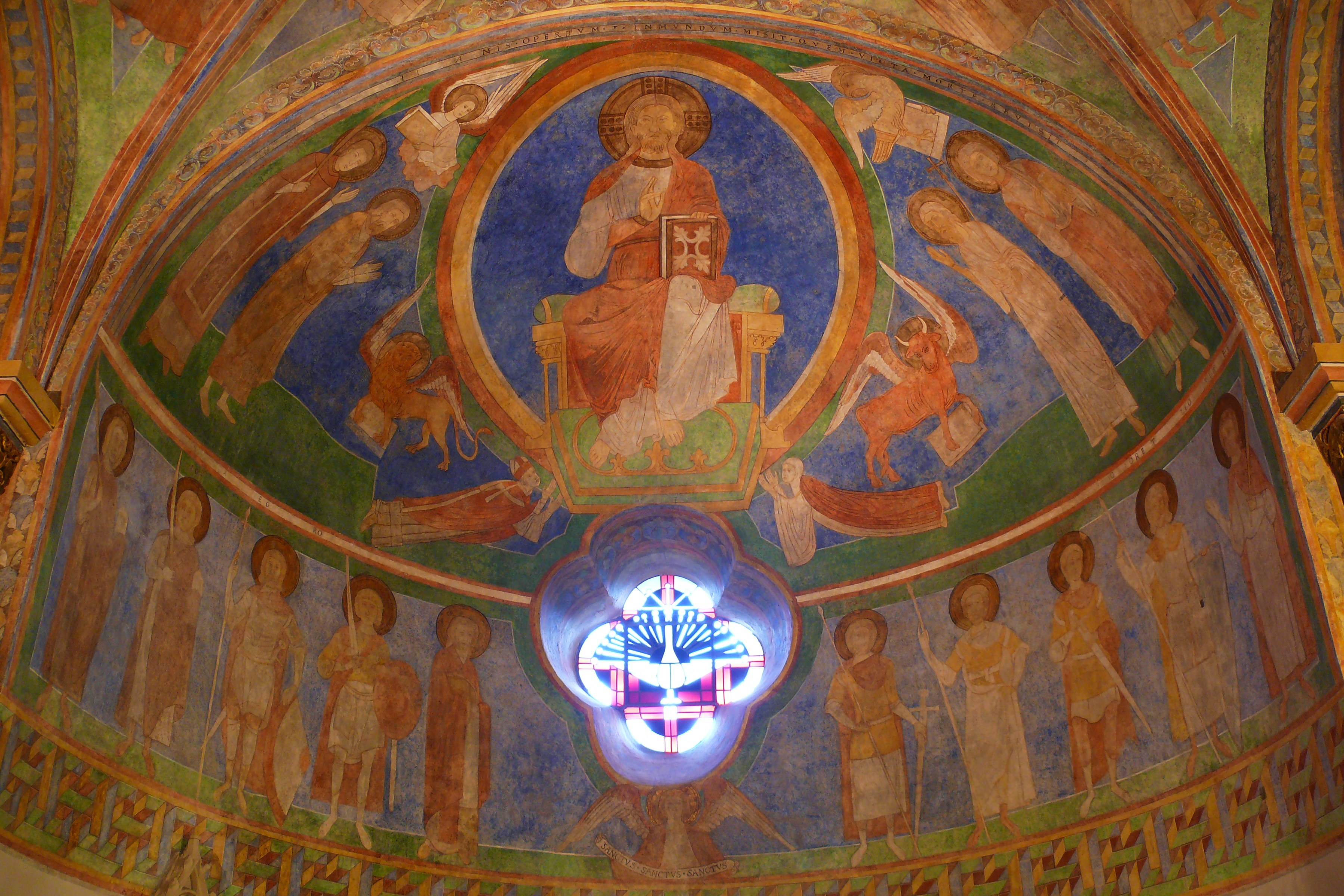
Majestas Domini – Christus als Weltenrichter umgeben von den vier Evangelistensymbolen
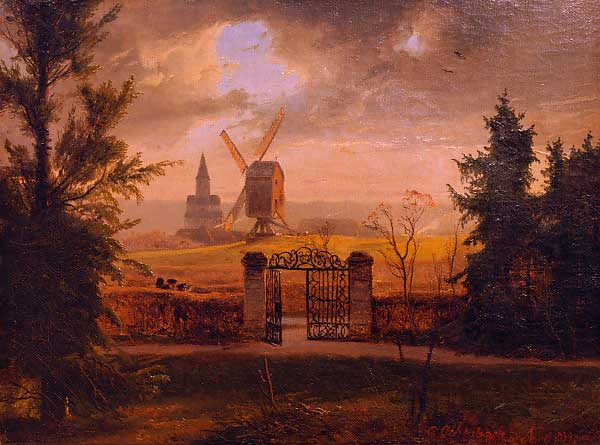
Landschaft mit Kirche von Schwarzrheindorf, Gemälde von Andreas Achenbach, 1839

## Orgel
Die im Jahre 1728 von Johann Michael Stumm, Rhaunen-Sulzbach erbaute Orgel kam nach mehreren Stationen im Jahre 1936 nach Schwarzrheindorf und ist dort in der Oberkirche aufgestellt. Ursprünglich wurde sie für die Franziskanerkirche in Koblenz erbaut. Da keine Pedalregister und kein Spieltisch vorhanden waren, baute die Firma Klais aus Bonn einen neuen Spieltisch und ein neues Pedalwerk ein. Das Instrument verfügt heute über 25 Register auf zwei Manualen und Pedal. 1968/1976 wurde der ursprüngliche Zustand wiederhergestellt. Das Instrument kann nun sowohl vom elektrischen Spieltisch als auch vom rekonstruierten, mechanischen Spieltisch gespielt werden.
| I Oberwerk C–c3 |        |
| Principal       | 8′     |
| Gamba (ab c1)   | 8′     |
| Hohlpfeif       | 8′     |
| Octav           | 4′     |
| Flöt            | 4′     |
| Quint           | 3′     |
| Superoktave     | 2′     |
| Terz            | 1 3⁄5′ |
| Cornett IV      | 4′     |
| Mixtur IV       | 1′     |
| Trompete B/D    | 8′     |

| II Echowerk C–c3 |       |
| Hohlpfeif        | 8′    |
| Rohrflöte        | 4′    |
| Salicional       | 2′/4′ |
| Octav            | 2′    |
| Quint            | 1 ⁄3′ |
| Cimbel II        | 1′    |
| Krummhorn        | 8′    |
| Vox humana B/D   | 8′    |

| Pedal C–     |     |
| Subbass      | 16′ |
| Prinzipalbaß | 8′  |
| Quintbaß     | 6′  |
| Octavbaß     | 4′  |
| Piffaro II   |     |
| Posaune      | 16′ |

- Koppeln: II/I, I/P, II/P
- Spielhilfen: 2 freie Kombinationen, Handregister, Tutti, Tremulant (auf beide Manualwerke wirkend), Auslöser

## Glocken
Im Vierungsturm hängt ein Geläut aus sieben Glocken.
Die älteste von ihnen stammt aus dem Jahr 1636; sie wurde im Jahr 1792 von französischen Revolutionstruppen nach Mirecourt verschleppt und gelangte 1964 wieder zurück nach Schwarzrheindorf. Im Gegenzug erhielt Mirecourt eine neue Glocke als Geschenk des Landes Nordrhein-Westfalen. Seitdem besteht eine Städtepartnerschaft zwischen Mirecourt und Beuel.
Die alte Glocke wurde 1965 mit sechs Glocken der Glockengießerei Mabilon aus Saarburg ergänzt. Diese sieben Glocken bilden nach dem Geläut von St. Josef in Beuel und dem der Münsterbasilika den umfangreichsten Glockenbestand Bonns.
| Nr. | Name                      | Gussjahr | Gießer, Gussort                   | Durchmesser (mm) | Masse (kg) | Schlagton (HT-1/16) |
| 1   | Gabriel                   | 1965     | Glockengießerei Mabilon, Saarburg | 1209             | 1100       | f1 –7               |
| 2   | Raphael                   | 1965     | Glockengießerei Mabilon, Saarburg | 1074             | 750        | g1 –7               |
| 3   | Michael & Maria Magdalena | 1636     | Peter Dron & Claudius Poincaret   | 830              | ≈330       | a1 –7               |
| 4   | Jesaja                    | 1965     | Glockengießerei Mabilon, Saarburg | 780              | 300        | c2 –6               |
| 5   | Jeremia                   | 1965     | Glockengießerei Mabilon, Saarburg | 692              | 220        | d2 –6               |
| 6   | Ezechiel                  | 1965     | Glockengießerei Mabilon, Saarburg | 615              | 150        | e2 –6               |
| 7   | Daniel                    | 1965     | Glockengießerei Mabilon, Saarburg | 565              | 130        | f2 –6               |

## Ausstattung
Die Kirche wurde nach ihrer Weihung von ihrem Stifter Arnold von Wied, sowie seinem Bruder Bruckhard und seiner Schwester Hadwig beschenkt. Nach Auflösung des Stiftes ist fast die gesamte Ausstattung der Doppelkapelle verloren gegangen.
Die Kirche besitzt insgesamt vier Altäre. Diese wurden im Zuge der Weihung der Kirche geweiht. Der Linker Altar wurde zu Ehren des hl. Märtyrers Laurentius geweiht. Der Rechter Altar zu Ehren des hl. Erzmärtyrers Stephanus und aller Märtyrer und der Mittlerer Altar zu Ehren der Apostel Petrus und Paulus. Der Altar der oberen Kapelle wurde zu ehren der Gottesmutter und Jungfrau Maria geweiht. Die Altarpatrone stammen alle aus dem Bereich der typisch römischen Heiligen. Nur Klemens wurde aus örtlicher Tradition übernommen.
100 Meter nördlich der Kapelle wurde eine zugehörige Metallschmelze mit sechs Schmelzöfen für Tiegelgußverfahren von Kleingegenständen gefunden. Diese würde für die Herstellung von Formteilen für die Portale und Dächer, sowie für Ausstattungsstücke der Kapelle verwendet.
In der Apsis der Oberkapelle steht eine Kalksteinplatte mit Blattornament auf einem 19 cm hohem Sockel. Die Kalksteinplatte ist 46 mal 49 cm groß und 14 mal 15 cm dick. Sie ist etwa Mitte des 12. Jahrhunderts entstanden und gehörte mit ähnlichen Platten zur Ausstattung des Stiftgrabes. Das Fundament des Stiftgrabes wurden 1968 zwischen den westlichen Vierungspfeilern ausgegraben. Um 1625 wurde der Kirche eine beinah lebensgroße Lindenholzfigur der Muttergottes von dem Augsburger Meister Jeremia Geißelbrunn geschenkt.
Für die Kirche in Schwarzrheindorf schuf Sebastian Osterrieder ab 1926 eine Weihnachtskrippe, erweitert 1931 um die Szene der Flucht nach Ägypten. Die Schwarzrheindorfer Krippe ist zugleich das letzte größere Werk dieses Münchener Krippenkünstlers.

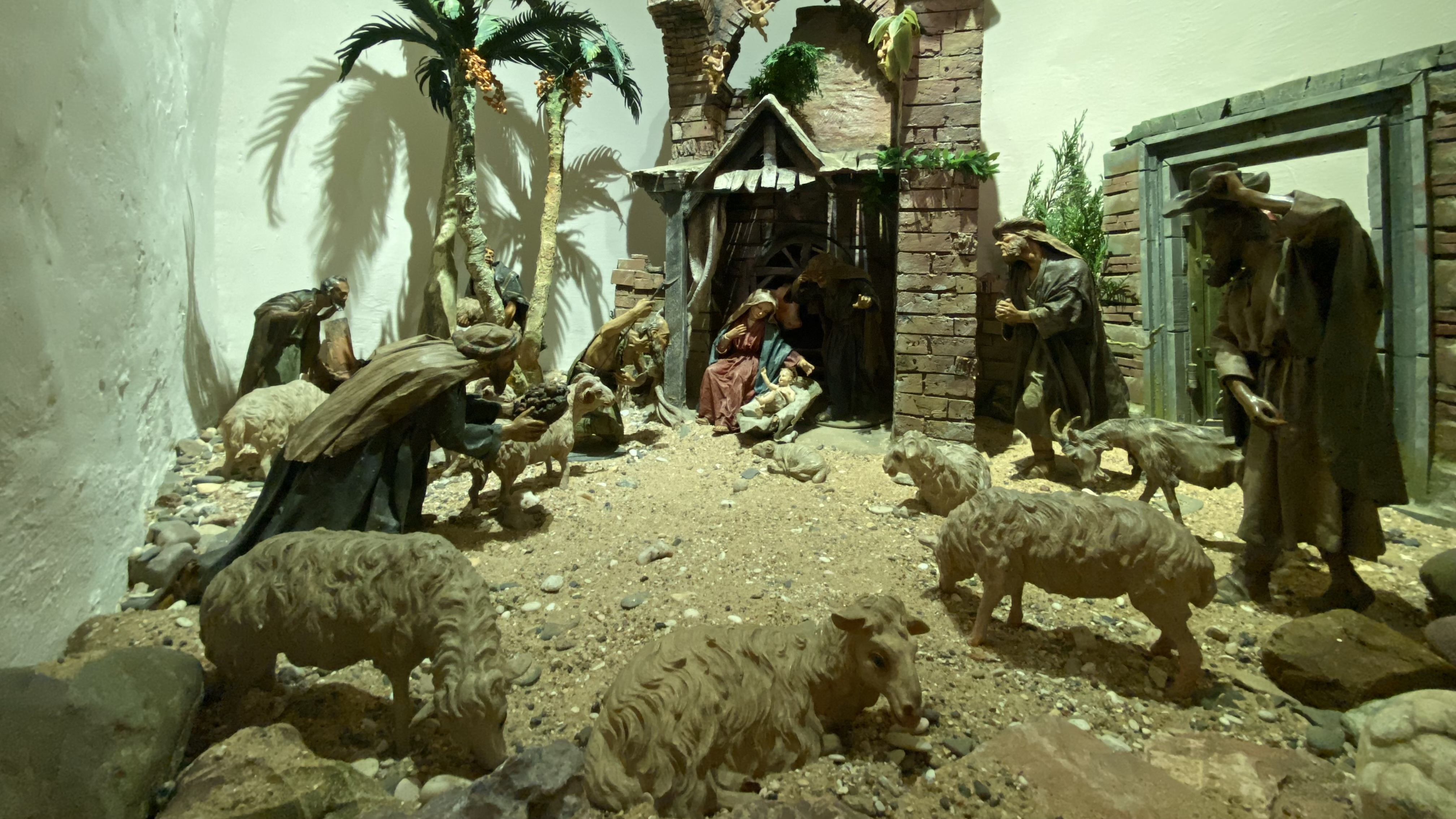
Krippe, Anbetung der Hirten
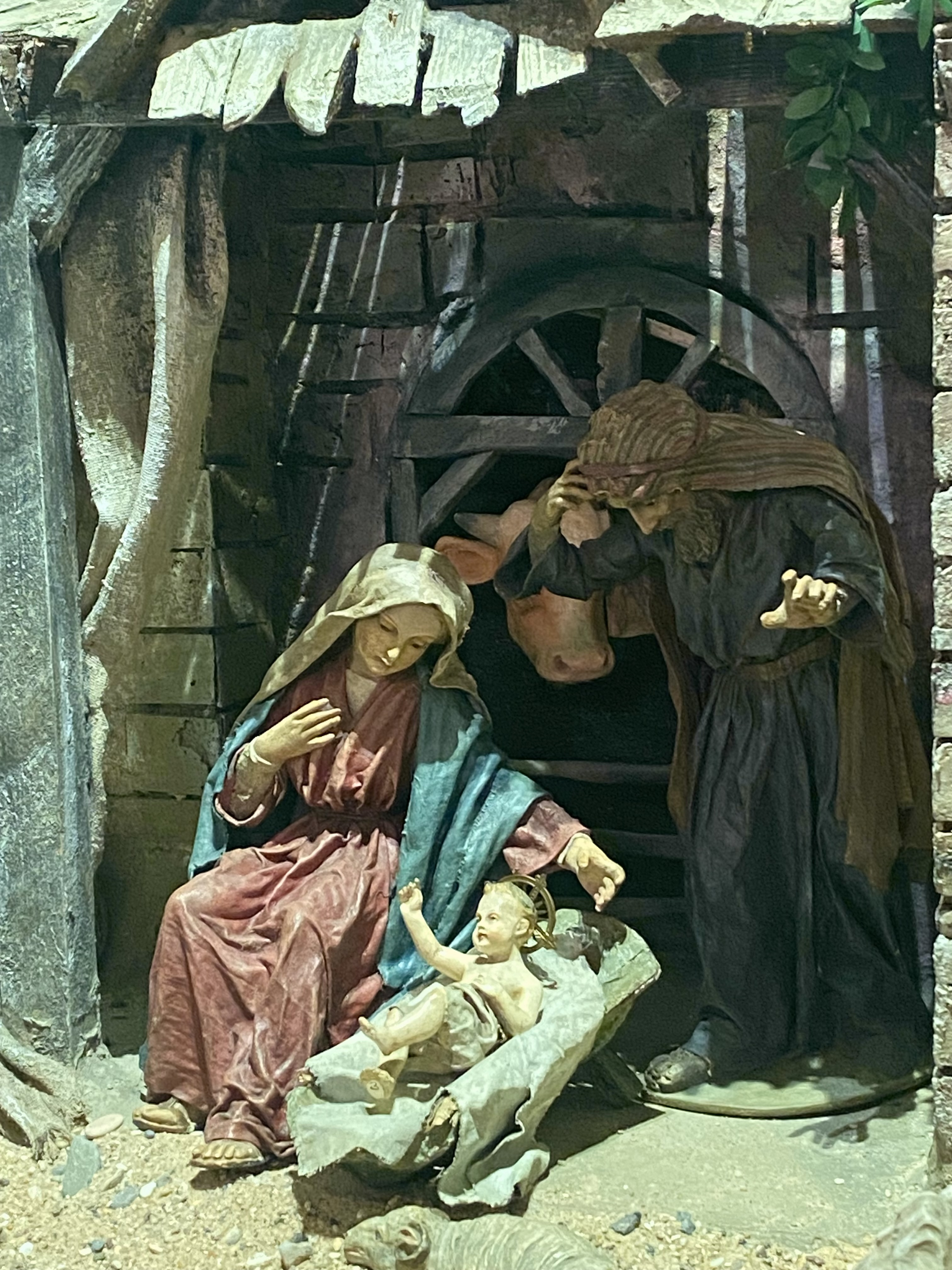
Krippe, Heilige Familie

Im vorderen Raum der Oberkirche, dem sogenannten Andachtsraum im Westen, steht auf dem Altar eine Pietà aus Nussbaumholz von Karl Matthäus Winter. Der Kreuzweg stammt vom Bildhauer und Holzschneider Jochem Pechau, der auch den Bronzedeckel des Taufsteins in der Taufkapelle gestaltete. Es gibt einen Taufstein auf einem reich profilierten Sockel, verziert mit einem flachen Rundbogenfries unter dem Randwulst. Dies deutet auf die Erlaubnis an Pfingsten zu taufen hin, die 1176 erteilt wurde. Von Jochem Pechau stammt auch der Marienbrunnen im Vorhof der Kirche, der nach seinem Tod von Theo Heiermann vollendet wurde. Die Fenster der Kirche schuf der Glasmaler Anton Wendling. Jene in der Unterkirche (1956/59) sind abstrakt gehalten, sie sind farblos mit strengen Mustern. Die Fenster in der Oberkirche (1964/67) stellen zwölf Christussymbole dar. Die Ältäre, die Bänke und der Chor wurden von Hans Schwippert gestaltet.